# Trigonella heratensis
Trigonella heratensis är en ärtväxtart som beskrevs av Karl Heinz Rechinger. Trigonella heratensis ingår i släktet trigonellor, och familjen ärtväxter. Inga underarter finns listade i Catalogue of Life.